# Cinara tonaluca
Cinara tonaluca är en insektsart som beskrevs av Hottes och Wehrle 1951. Cinara tonaluca ingår i släktet Cinara och familjen långrörsbladlöss. Inga underarter finns listade i Catalogue of Life.